# Slag bij Ludford Bridge
De Slag bij Ludford Bridge was een veldslag van de Rozenoorlogen, een serie van burgeroorlogen tussen het Huis Lancaster en het Huis York om de troon van Engeland. De slag vond plaats op 12 oktober 1459.
Nadat de Yorkisten een overwinning op de Lancasters hadden behaald bij Blore Heath op de grens tussen Shropshire en Staffordshire, rukten de Yorkisten op in de richting van Worcester. Ze namen snel versterkte posities in, toen de weg werd versperd door een veel grotere Lancasterse legermacht.
Op 12 oktober liep Sir Andrew Trollope, aanvoerder van een Yorks contingent uit Calais, over naar de koning in ruil voor amnestie. Met hem kwamen zijn mannen en waardevolle informatie over Yorks leger en plannen ter beschikking van de Lancasters. York, Warwick en Salisbury zagen in dat ze nooit een veldslag tegen een overmacht konden winnen en vluchtten 's nachts weg naar Calais en Ierland. De Yorkse legermacht, die nu zonder leiders zat, ontbond zichzelf en gaf de Lancasterse troepen de ruimte om de York-gezinde stad Ludlow, dat aan de andere kant van de brug lag, te plunderen.